# Umm al-Karamil
Umm al-Karamil (arab. أم الكراميل) – miejscowość w Syrii, w muhafazie Aleppo. W 2004 roku liczyła 
1147 mieszkańców.